# Andrzej Czapkiewicz
Andrzej Czapkiewicz (ur. 3 lipca 1924 w Tarnowie, zm. 1 marca 1990 w Krakowie) – polski orientalista, profesor Uniwersytetu Jagiellońskiego.

## Życiorys
W 1943 został uwięziony w obozie w Sachsenhausen. Pod koniec wojny służył w Polskich Siłach Zbrojnych we Włoszech. W 1947 ukończył I Liceum im. Nowodworskiego w Krakowie. W latach 1948–1952 studiował arabistykę na Uniwersytecie Jagiellońskim. Jego nauczycielem był Tadeusz Lewicki. Po studiach zaczął pracę na uczelni jako asystent. W 1964 obronił doktorat. W 1975 habilitował się. W 1976 został dyrektorem Instytutu Filologii Orientalnej. Od 1985 był profesorem.
Był specjalistą w zakresie językoznawstwa arabskiego. Zajmował się też historią językoznawstwa, publikował prace z zakresu numizmatyki świata arabskiego, jego onomastyki i historii literatury. Współpracował przy wydaniu polskiej edycji Księgi tysiąca i jednej nocy. Należał do Middle Eastern Studies Association, był też członkiem Prezydium Komitetu Nauk Orientalistycznych PAN oraz Polskiego Towarzystwa Językoznawczego. Pochowany został na Cmentarzu Rakowickim w Krakowie
W 1991 przy Instytucie Filologii Orientalnej UJ utworzona została Fundacja Arabistyczna im. Andrzeja Czapkiewicza, której postawiono za cel wspieranie badań z zakresu dialektologii, leksykologii i historii języka arabskiego.

## Wybrane publikacje
- Ancient Egyptian and Coptic elements in the toponymy of contemporary Egypt (1971)[4]
- The Verb in modern Arabic dialects as an exponent of the development processes occuring in them (1975)[3]
- Arabic idioms (1983)[8]

## Odznaczenia
- Krzyż Kawalerski Orderu Odrodzenia Polski[5]
- Złoty Krzyż Zasługi[5]